# Hermetički red Zlatne zore
Hermetički red Zlatne zore (eng. Hermetic Order of the Golden Dawn), skraćeno Zlatna zora, je hermetički red osnovan u Velikoj Britaniji potkraj 19. stoljeća. Red je prakticirao teurgiju i duhovni razvoj i imao je veliki utjecaj na razvitak Zapadnog okultizma u 20. stoljeću, posebice na učenja Teleme i Wicce.
Po ukidanju Reda 1903. godine nastalo je više redova sljednika, od kojih neki djeluju i danas (Stella Matutina i Alpha et Omega).

## Povijest Zlatne zore
Godine 1887. pronađeni su zapisi s uputstvima o izvođenju magijskih i kabalističkih rituala, a iste godine su, u Londonu, slobodni zidari i članovi Rozenkrojcerskog društva, William R. Woodman, William W. Westcott i S. L. MacGregor Mathers, osnovali tajno udruženje pod nazivom Zlatna zora.
Zlatna Zora je bila društvo posvećeno filozofskoj, duhovnoj i psihičkoj evoluciji čovječanstva, a bila je uređena da bude škola i muzej znanja, gdje studenti mogu učiti principe okultne znanosti i razne elemente zapadne filozofije te magije. Sustav magije Zlatne Zore uključuje učenje kabale, astrologije, divinacije, unutarnje alkemije, egipatske magije, tarota, vidovitosti i enokijanske magije. Društvo se temeljilo na sustavu inicijacija i hijerarhije slične onima koje prakticiraju u masonskim ložama, s time da su ovdje žene bile ravnopravne muškarcima.
Godine 1888. osnivači su osnovali hram Isis-Urania u Londonu u kojemu su razvijani i provođeni rituali dešifrirani u rukopisima. Prve četiri godine Zlatna zora je djelovala isključivo kao "vanjski red", a tek 1892. aktivira se "unutarnji red" u koji su ušli učenici koji su prošli čitav tečaj i inicijacije "vanjskog reda". Uskoro su osnovani i Ozirisov hram u Weston-super-Mareu, Horusov hram u Bradfordu, te Hram Amon-Raa u Ediburghu, a nekoliko godina kasnije, Mathers je osnovao Ahathorov hram u Parizu.
Do sredine 1890-ih, Zlatna zora se dobro pozicionirala u Velikoj Britaniji, s preko stotinu članova iz svih klasa viktorijanskog društva. Oko 1897. godine, Wescott prekida sve veze sa Zlatnom zorom, ostavljajući Mathersu potpunu kontrolu. Nato, Mathers postavlja Florence Farr za vođu reda u Engleskoj.
Nesuglasice među članovima Reda pojavile su se zbog nezadovoljstva članova Mathersovim vođenjem Reda, ali i zbog njegovog prijateljstva s Crowleyjem, kojemu je Red odbio odobriti status Adepta Minora. Nato je Mathers samoinicijativno inicirao Crowleyja u Parizu 1900. godine, što je izazvalo sukobe unutar Reda. Članovi londonskog Reda pozvali su Mathersa na odgovornost, a on je smijenio Farr s položaja. Članovi su tada organizirali generalno vijeće i izopćili Mathersa iz Reda.
Raskol u Zlatnoj zori izazvao je izdvajanje hrama Isis-Urania iz Reda, a daljnje razmirice uzrokovale su i Yatesov odlazak. Godine 1903. Red se raspao na frakcije od kojih su, osim osamostaljenog hrama Isis-Urania, važnije bile Stella Matutina i Mathersov Alpha et Omega.

## Poznati članovi
Ovdje su nabrojane neke poznate osobe koje su pripadale Zlatnoj zori ili za koje se vjerovalo da joj pripadaju ili da su na neki način povezani s tim redom.
- Aleister Crowley (1875. – 1947.), okultist i književnik
- Samuel Liddell MacGregor Mathers (1854. – 1918.), okultist i jedan od osnivača Reda
- Bram Stoker (1847. – 1912.), irski književnik poznat kao autor gotičkog horor romana Drakula
- Arthur Edward Waite (1857. – 1942.), mason i okultni autor
- William Butler Yeats (1865. – 1939.), irski pjesnik i dramatičar